# Los Sims 3: trotamundos
Los Sims 3: Trotamundos (The Sims 3: World Adventures en inglés) es la primera expansión del videojuego de simulación de vida Los Sims 3 desarrollada y distribuida por Electronic Arts. El juego fue anunciado en el sitio web de Los Sims 3 el 3 de agosto de 2009, con fecha de lanzamiento el 19 de noviembre de 2009. El tema principal de la expansión es la posibilidad de viajar a 3 países distintos (Shang Simla, China; Al Simhara, Egipto y Champs Les Sims, Francia) como en Los Sims: De vacaciones y Los Sims 2: Bon Voyage. Una vez en estos destinos, los Sims pueden conocer otros Sims de distintas nacionalidades, buscar tesoros y aprender nuevas habilidades.
En declaraciones de Jana Gold, Directora general de Los Sims, "estamos contentísimos con cómo ha funcionado Los Sims 3 a lo largo de estos últimos meses y ahora estamos deseando ampliar la experiencia de juego con uno de las expansiones más completas que jamás se haya creado para Los Sims. Los jugadores podrán llevar a sus Sims a vivir la aventura de sus vidas y explorar lugares fuera de Sunset Valley y Riverview, con el fin de experimentar emocionantes sensaciones en lugares que se inspiran en los destinos más famosos".  

## Jugabilidad
Como en la expansión Bon Voyage de los Sims 2, los jugadores podrán llevar a sus Sims a lugares turísticos en países nuevos. En esta ocasión, los Sims podrán buscar tesoros escondidos y al regresar exponer en sus hogares los artefactos encontrados. Se incluirán nuevas habilidades (Fotografía, Artes Marciales y Producción de "Néctar" (una recreación no alcohólica del vino)) y rasgos de personalidad, así como nuevas recompensas para los Sims que tengan éxito en retos. Los jugadores serán capaces de llevar a sus Sims a explorar antiguas tumbas en Egipto, aprender artes marciales en China, y descubrir y disfrutar de la cultura y atracciones de Francia. Los Sims originarios de los lugares mencionados formarán parte del juego. Además, los Sims serán capaces de compartir su cultura y tradiciones, otra novedad en la serie Los Sims. Y como ya es natural en esta serie, esta expansión incluye un personaje jugable "secreto", que en este caso es la momia. Se encontrará en Egipto y saldrá detrás del Sim para echarle una maldición. Además el Sim tendrá la oportunidad de convertirse en una de ellas, ya sea por una maldición o durmiendo en un sarcófago de noche.